# Haut quartier-maître
Le haut quartier-maître (Oberquartiermeister) est dans le grand état-major prussien ainsi que dans l'état-major général de l'armée de la Wehrmacht, le chef des différents départements (au rang général), et dans les deux guerres mondiales, les chefs de l'approvisionnement de l'armée (aujourd'hui logistique) au haut commandement de l'armée.

## Formation du concept
Le terme peut être dérivé du quart et dans le cadre d'un camp militaire, signifiant également quartier. Dans le secteur militaire, les quartiers désignent l'hébergement des troupes dans des casernes ou des maisons privées (cantonnement). Le quartier d'emplacement est la garnison ou l'emplacement.

## Introduction
L'introduction de ce poste est nécessaire pour décharger le chef de l'état-major général des tâches de supervision du travail des départements de plus en plus nombreux de l'état-major. En temps de paix, plusieurs de ces départements sont chacun subordonnés à un quartier-maître principal. Dans le même temps, les haut quartiers-maîtres sont censés se préparer à être utilisés dans la guerre en tant que chef d'état-major au haut commandement d'une armée. Une désignation antérieure du haut quartier-maître est le lieutenant général quartier-maître.

## Rangs supplémentaires
En plus de ces quartiers-maîtres de l'état-major, il y a aussi le poste de quartier-maître ou de quartier-maître dans les troupes individuelles.  Le quartier-maître général est le nom de l'officier d'état-major le plus proche du chef d'état-major dans les armées individuelles.